# Gert Emil Hans Munte
Gert Emil Hans Munte, zumeist nur Gert Munte genannt, (geboren am 5. Juli 1907 in Braunschweig; gestorben am 29. Juli 1985 ebenda) war ein deutscher Bauunternehmer.

## Leben

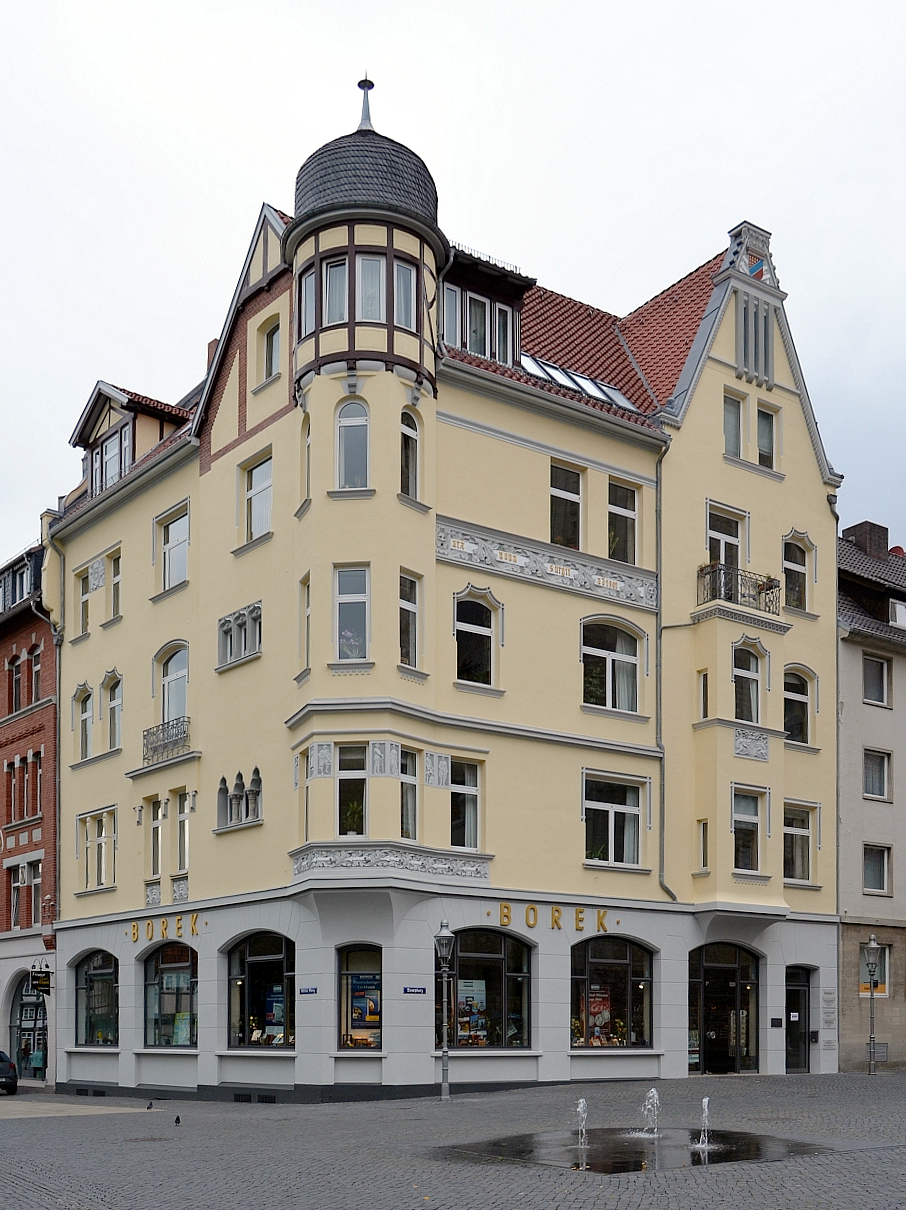
Geburtshaus Muntes

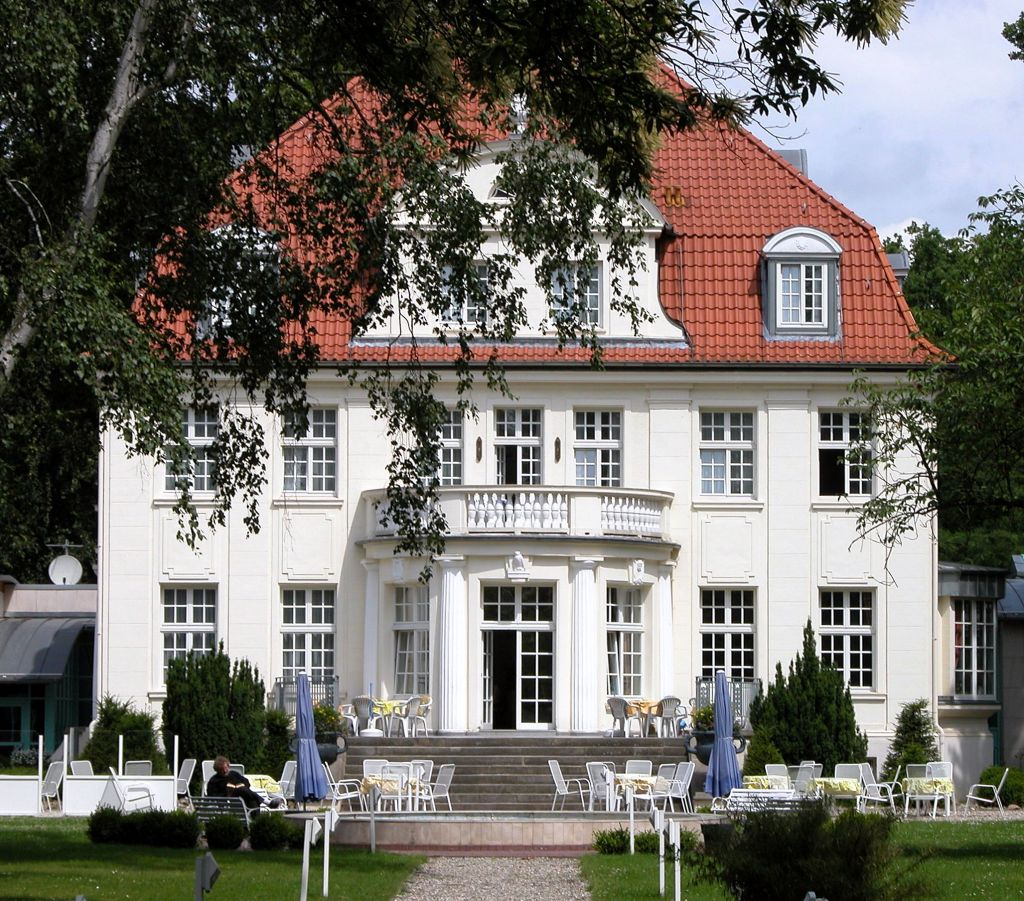
Villa Munte (Elternhaus von 1913–1931)

Munte war ein der Sohn des Braunschweiger Architekten und Bauunternehmers Karl Munte (1865–1936) und dessen Ehefrau Emmy (1883–1944), sowie ein Cousin von Herbert Munte und ein Neffe von Hans Munte. Er wurde im Haus am Domplatz 4 in Braunschweig geboren und lebte ab 1913 in der neu errichteten „Villa Munte“ am Zuckerbergweg 2, in der sich später die „Klinik am Zuckerberg“ befand. Er besuchte das Wilhelm-Gymnasium. Nach dem Abitur begann er am 1. Juli 1926 eine kaufmännische Lehre in der Zuckergroßhandlung „Gerloff & Co.“ Nach dem vorzeitigen Abschluss (Verkürzung um ein halbes Jahr) seiner Ausbildung schickte ihn sein Vater auf eine mehrjährige Bildungsreise. Zunächst verbrachte er ein Jahr in England und anschließend zwei Jahre in Spanien. Der Notverkauf des Elternhauses im Oktober 1931 führte dazu, dass er nach Braunschweig zurückkehrte und als Praktikant in der 1890 gegründeten Firma seines Vaters zu arbeiten begann. Das Unternehmen hatte mit den Folgen der Weltwirtschaftskrise zu kämpfen. Zu dieser Zeit war eigentlich der Bau einer Villa für Stefan Luther, den kaufmännischen Leiter des Luther-Werkes der MIAG geplant. Als sein Vater 1936 starb, übernahm er die Leitung der Firma und wandelte sie in eine Gesellschaft mit beschränkter Haftung um. Hatte das Unternehmen bisher überwiegend private Einfamilienhäuser errichtet, so änderte sich dies, als Munte begann, auch staatliche Aufträge (des NS-Staates) anzunehmen. Es wurden Unternehmen benötigt, die in kurzer Zeit gute Betonbauten errichten konnten. Ein weiterer Auftrag war die Fertigstellung eines Teilstücks der Autobahn Hannover–Berlin (A 2). Am Zuckerberg besaß die Familie Munte ein großes Grundstück, das sich vom Zuckerbergweg bis zur Roter Wiese erstreckte. Um dieses zu bebauen, engagierte Munte den Architekten Friedrich Wilhelm Kraemer einen Schüler Carl Mühlenpfordts, der seit 1934 ein Architekturbüro in Braunschweig betrieb.
Anfang Oktober 1940 wurde Munte, da er keine Protektion besaß, die ihn verschont hätte, zum Kriegsdienst eingezogen. Er diente in Frankreich, Jugoslawien und Russland und geriet im Mai 1945 mit der Kurland-Armee in sowjetische Gefangenschaft. Das Unternehmen wurde während seiner Abwesenheit durch seine Schwester Ellen Munte und den Prokuristen Wilhelm Kappei geleitet. Nach seiner Rückkehr aus der Kriegsgefangenschaft wurde er im Jahr 1946 ohne Probleme entnazifiziert und konnte seine Tätigkeit als Bauunternehmer wieder aufnehmen. Doch die Zeiten wurden zum einen durch den Mangel an Baumaterial bestimmt, zum anderen war ein Großteil der Maschinen durch die Bombenangriffe auf Braunschweig unbrauchbar und die benötigten Ersatzteile konnten nur auf dem Schwarzmarkt beschafft werden. Nach der Währungsreform 1948 florierte das Bauunternehmen wieder, denn das zerstörte Land brauchte es für den Wiederaufbau. 1950 sah Munte in der Schweiz eine Biegeanlage für Betonstahl und erwarb die Pläne für den Nachbau. So entstand die erste Anlage dieser Art in der Bundesrepublik. 1953 kaufte er für die seit 1951 bestehende Zweigniederlassung in Köln einen Drehturmkran, der für den Bau des Hotels Königshof verwendet wurde. 1956 errichtete er für den Wohnungsbau in Salzgitter eine Immobilienfirma und eine neue Zweigniederlassung. Später kamen in Hannover, Walsrode und Kassel weitere Niederlassungen hinzu. Am 15. Mai 1957 gründete Munte, damals Mitinhaber der „Nord-West-Flug G.m.b.H. & Co“ (später Aero West G.m.b.H.), gemeinsam mit seinem Cousin Herbert die „Braunschweiger Krähen“, eine kameradschaftliche Vereinigung von Motorsportfliegern.
1973 war er an einem Unternehmen in Brasilien (São Paulo) beteiligt, das Fertigteile aus Beton hergestellte. Solche Werke gründete er auch in Salzgitter und Köln. Im Jahr 1975 übergab er die Geschäftsleitung an seinen Sohn Michael.

## Familie
Munte heiratete 1937 Lilo Kerscht und zog mit ihr in ein Haus in der Seesener Straße am Zuckerberg. Aus der Ehe gingen vier Kinder hervor.
- Michael (Michael Alexander Herbert Karl) Munte (* 1939), er verfasste gemeinsam mit Herbert Ahlgrimm die Munte-Chronik 1805–1985
- Veronika Munte (* 1940)
- Kristina Astrid Munte (* 1945)
- Sven-Thomas Munte (* 1955)

## Bauten/Bauwerke (Auswahl)
Kriegsbauwerke
Da in den letzten Kriegsjahren viele Fabrikarbeiter zum Wehrdienst eingezogen wurden, beschäftigte Muntes Unternehmen neben italienischen Zivilarbeitern, polnische Zwangsarbeiter und französische Kriegsgefangene, um die Bauwerke zu errichten.
- Reichswerke Hermann Göring (Planung: Hermann Alexander Brassert; Architekt: Ernst Sagebiel)
- Siegfriedkaserne, Schillkaserne, Roselieskaserne, Leutnant-Müller-Kaserne (für das Heeresbauamt, siehe auch Geschichte der Garnisonsstadt Braunschweig#Nationalsozialismus 1933 bis 1945)
- Flughafen Broitzem (Bauabteilung der Luftwaffe)
- Werkshallen Büssing, Voigtländer, das Volkswagen-Vorwerk, Karges-Hammer und Brunsviga (Firmen der Rüstungsindustrie).
- ab 1938: Anfertigung von Höckerhindernissen für den Westwall
- 1940: Schutzraumbauten auf der Insel Sylt
- 1942: Bunkerbauten in Braunschweig (siehe auch Bunker in Braunschweig)
- 1944: Ausbau des NIEMO-Werkes im Bergwerk Grasleben

Nachkriegsbauten
- Im Kölner Raum (Brücken, Gebäude: Gefängnis Klingelpütz, Ford-Werke, WDR, Universität Köln, Fernmeldeamt, West LB)
- In Braunschweig, zum Teil gemeinsam mit Kraemer (Gebäude: Voigtländer, Schmalbach, Salzgitter AG, Flebbe, Perschmann, Brunsviga, Wullbrandt + Seele, Neckermann, Büssing, Pfeiffer & Schmidt, sowie das Hochhaus der Technischen Universität an der Mühlenpfordtstraße 23 (1976 fertiggestellt) und die Burgpassage)
- Anbau von Konferenzräumen an der Villa am Petritorwall 28, von Munte erworben, um diese als Bürohaus zu nutzen (ohne Genehmigung der Stadt)
- Wohnungsbauten unter Anwendung modernster Baumethoden